# Cuádruple-doble

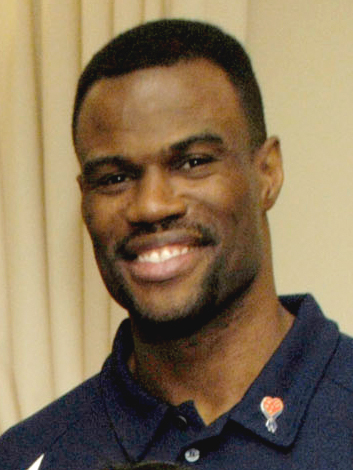
David Robinson

Cuádruple-doble es un término utilizado en el baloncesto que se refiere a cuando un jugador alcanza los dos dígitos en cuatro de las cinco estadísticas contabilizables (Puntos, rebotes, asistencias, robos y tapones) en un partido de baloncesto. Solo cuatro jugadores lo han conseguido en la historia de la NBA.

## Cuádruple-dobles
| Nombre          | Fecha                 | Equipo            | Contra          | Minutos | Puntos | Rebotes | Asistencias | Robos de balón | Tapones | Prórroga | Referencias |
| --------------- | --------------------- | ----------------- | --------------- | ------- | ------ | ------- | ----------- | -------------- | ------- | -------- | ----------- |
| Nate Thurmond   | 18 de octubre de 1974 | Chicago Bulls     | Atlanta Hawks   | 45      | 22     | 14      | 13          | —              | 12      | Sí (1)   | [ 1 ]       |
| Alvin Robertson | 18 de febrero de 1986 | San Antonio Spurs | Phoenix Suns    | 36      | 20     | 11      | 10          | 10             | —       | No       | [ 2 ]       |
| Hakeem Olajuwon | 29 de marzo de 1990   | Houston Rockets   | Milwaukee Bucks | 40      | 18     | 16      | 10          | —              | 11      | No       | [ 3 ]       |
| David Robinson  | 17 de febrero de 1994 | San Antonio Spurs | Detroit Pistons | 43      | 34     | 10      | 10          | —              | 10      | No       | [ 4 ]       |

## Especulación
Es conocido que la NBA no contabilizó los tapones y los robos de balón hasta la temporada 1973-1974, por lo que es probable que jugadores como Bill Russell o Wilt Chamberlain lo consiguieran en más de una ocasión añadiendo los tapones a sus estadísticas, u otros como Oscar Robertson o Jerry West lo hicieran con los robos de balón. Pero no hay evidencia en vídeo de muchos de estos partidos, por lo que no es más que especulación.